# Phoroncidia
Phoroncidia (лат.) — род гребенчатоногих пауков. Впервые описан Дж. Вествудом в 1835 году. Обитает в Экваториальной Гвинее, Коста-Рике, Китае, Японии, Тайване, Мадагаскаре, ЮАР, Индии, Индонезии, Малайзии, Кубе, Ямайке, на Филиппинах, в Бразилии, Венесуэле, Парагвае, Колумбии, Перу, Боливии, Австралии, Чили, Шри-Ланке, Кении, Танзании, Габоне, Камеруне, Новой Зеландии, США, Канаде, Южной Европе, Грузии, Азербайджане, Турции, России, Самоа, Фиджи.

## Виды
По состоянию на май 2020 года он содержит 79 видов и один подвид, встречающихся по всему миру:
- P. aciculata (Thorell, 1877) — Индонезия (о-в Сулавеси)

- P. aculeata (Westwood, 1835) (typ.) — Индия, Китай

- P. alishanensis (Chen, 1990) — Тайвань

- P. altiventris (Yoshida, 1985) — Япония

- P. alveolata (Simon, 1903) — Экваториальная Гвинея

- P. ambatolahy (Kariko, 2014) — Мадагаскар

- P. americana (Emerton, 1882) — США, Канада, Куба, Ямайка

- P. argoides (Doleschall, 1857) — Индонезия (о-в Амбон)

- P. aurata (O. Pickard-Cambridge, 1877) — Мадагаскар

- P. bifrons (Simon, 1895) — Филиппины

- P. biocellata (Simon, 1893) — Бразилия

- P. bukolana (Barrion & Litsinger, 1995) — Филиппины

- P. capensis (Simon, 1895) — ЮАР

- P. concave (Yin & Xu, 2012) — Китай

- P. coracina (Simon, 1899) — Индонезия (о-в Суматра)

- P. cribrata (Simon, 1893) — Парагвай

- P. crustula (Zhu, 1998) — Китай

- P. cygnea (Hickman, 1951) — Австралия (Тасмания)

- P. eburnea (Simon, 1895) — ЮАР

- P. ellenbergeri (Berland, 1913) — Габон

- P. escalerai (Simon, 1903) — Экваториальная Гвинея

- P. flavolimbata (Simon, 1893) — Эквадор

- P. floripara (Gao & Li, 2014) — Китай

- P. fumosa (Nicolet, 1849) — Чили

- P. gayi (Nicolet, 1849) — Чили

- P. gira (Levi, 1964) — Венесуэла

- P. hankiewiczi (Kulczyński, 1911) — Португалия, Испания, Франция

- P. hexacantha (Thorell, 1890) — Индонезия (Суматра)

- P. jacobsoni (Reimoser, 1925) — Индонезия (Суматра)

- P. kibonotensis (Tullgren, 1910) — Восточная Африка

- Phoroncidia k. concolor (Caporiacco, 1949) — Кения

- P. levii (Chrysanthus, 1963) — Новая Гвинея

- P. longiceps (Keyserling, 1886) — Бразилия

- P. lygeana (Walckenaer, 1841) — Малайзия, Индонезия (Суматра, Ява, Калимантан)

- P. maindroni (Simon, 1905) — Индия

- P. minuta (Spassky, 1932) — Грузия, Азербайджан

- P. moyobamba (Levi, 1964) — Перу, Бразилия

- P. musiva (Simon, 1880) — Новая Каледония

- P. nasuta (O. Pickard-Cambridge, 1873) — Шри-Ланка, Тайвань, Япония

- P. nicoleti (Roewer, 1942) — Чили

- P. nicoleti (Levi, 1964) — Чили

- P. oahuensis (Simon, 1900) — Гавайи

- P. paradoxa (Lucas, 1846) — Южная Европа, Северная Африка, Турция

- P. pennata (Nicolet, 1849) — Чили

- P. personata (L. Koch, 1872) — Самоа, Фиджи, Австралия (Лорд-Хау)

- P. pilula (Karsch, 1879) — Грузия, Россия (Дальний Восток), Китай, Корея, Япония

- P. pilula (Simon, 1895) — Танзания (Занзибар)

- P. piratini (Rodrigues & Marques, 2010) — Бразилия

- P. pukeiwa (Marples, 1955) — Новая Зеландия

- P. puketoru (Marples, 1955) — Новая Зеландия

- P. puyehue (Levi, 1967) — Чили

- P. quadrata (O. Pickard-Cambridge, 1880) — Новая Зеландия

- P. ravot (Levi, 1964) — Венесуэла

- P. reimoseri (Levi, 1964) — Бразилия

- P. roseleviorum (Kariko, 2014) — Мадагаскар

- P. rotunda (Keyserling, 1890) — Австралия (Квинсленд, Лорд-Хау), Самоа

- P. rubens (Thorell, 1899) — Камерун

- P. rubroargentea (Berland, 1913) — Мадагаскар

- P. rubromaculata (Keyserling, 1886) — Бразилия

- P. ryukyuensis (Yoshida, 1979) — Тайвань, Япония (о-ва Рюкю)

- P. saboya (Levi, 1964) — Колумбия

- P. scutellata (Taczanowski, 1879) — Перу

- P. scutula (Nicolet, 1849) — Боливия, Чили

- P. septemaculeata (O. Pickard-Cambridge, 1873) — Индия, Шри-Ланка, Малайзия

- P. sextuberculata (Keyserling, 1890) — Австралия (Квинсленд)

- P. sjostedti (Tullgren, 1910) — Танзания

- P. spissa (Nicolet, 1849) — Чили

- P. splendida (Thorell, 1899) — Западная Африка

- P. studo (Levi, 1964) — Перу, Бразилия

- P. testudo (O. Pickard-Cambridge, 1873) — Индия, Шри-Ланка

- P. thwaitesi (O. Pickard-Cambridge, 1869) — Шри-Ланка

- P. tina (Levi, 1964) — Бразилия

- P. tricuspidata (Blackwall, 1863) — Бразилия

- P. trituberculata (Hickman, 1951) — Австралия (Тасмания)

- P. triunfo (Levi, 1964) — Мексика to Коста-Рика

- P. truncatula (Strand, 1909) — ЮАР

- P. umbrosa (Nicolet, 1849) — Чили

- P. variabilis (Nicolet, 1849) — Чили

- P. vatoharanana (Kariko, 2014) — Мадагаскар

- P. wrightae (Kariko, 2014) — Мадагаскар

Ранее входили в род Phoroncidia:
- P. flavomaculata (Keyserling, 1891) (включён в род Dipoena)

- P. sudabides (Bösenberg & Strand, 1906) (включён в род Chrosiothes)

Nomen dubium
- P. quadrispinella (Strand, 1907)